# Igor Warabida
Igor Warabida (né le 13 janvier 1975 à Varsovie) est un pentathlonien polonais, champion du monde.

## Biographie
Il commence à pratiquer la natation à l'âge de 9 ans dans le club KKS Polonia Varsovie. En 1999 il se tourne vers le pentathlon  au sein de Legia Varsovie. Le plus grand succès de sa carrière est le championnat du monde en relais en 1995 et 1996.

## Palmarès

### Championnats du monde
- 1995 à Bâle,  Suisse
  -  Médaille d'or en relais
  -  Médaille de bronze en équipe
- 1996 à Rome,  Italie
  -  Médaille d'or en relais
- 1997 à Sofia,  Bulgarie
  -  Médaille de bronze en relais
- 2000 à Pesaro,  Italie
  -  Médaille d'argent en équipe

### Championnats de Pologne
- 1998  Médaille d'argent
- 1999  Médaille de bronze